# Jens Häusler
Jens Häusler (* 27. August 1967 in Hannover) ist ein deutscher Handballtrainer und ehemaliger Handballspieler.

## Spielerlaufbahn
Jens Häusler begann das Handballspielen in den Vereinen TuS Oldenstadt und TV Uelzen. In der Handball-Bundesliga spielte er für die Vereine HC Wuppertal, SG Wallau/Massenheim und SG Kronau-Östringen. Weitere Vereine, bei denen Häusler aktiv war, waren VFL Wittingen, MTV Celle, SG Hameln, SG Haslach-Herrenberg-Kuppingen, HSG Nordhorn-Lingen, TSV Altenholz, TSG Münster, HG Oftersheim/Schwetzingen.
Er wurde im Verlauf seiner Karriere sowohl als Kreisläufer als auch als Rückraumspieler eingesetzt.

## Trainerlaufbahn
Häuslers Trainerstationen waren unter anderem die SG Herrenberg-Haslach-Kuppingen, der TSV Altensteig, die SG BraHU, die HSG Henstedt-Ulzburg, der TSV Altenholz und die SG Kropp-Tetenhusen-Dithmarschen.
Seit dem 1. Juli 2011 ist er Trainer der U23-Mannschaft und Co-Trainer des Bundesligateams des HSV Hamburg unter Per Carlén. Nach Carléns Entlassung am 29. Dezember 2011 wurde Jens Häusler zum Cheftrainer, vorerst befristet für die Rückrunde der Saison 2011/12. Sein Debüt als Trainer in der Handball-Bundesliga gab er am 8. Februar 2012 im Spiel gegen die Füchse Berlin, das der HSV Hamburg mit 24:23 gewann. Ab dem 16. März 2012 teilten sich Jens Häusler und Martin Schwalb, Präsident des HSV Hamburg, das Traineramt. Nachdem er ab Juli 2012 wieder als Co-Trainer beim HSV tätig gewesen war, wurde er im Dezember 2014 nach der Freistellung des im Sommer 2014 neu verpflichteten Trainers Christian Gaudin erneut Cheftrainer der Hamburger bis zum Saisonende. Am 29. März 2017 wurde Häusler als Trainer des HSV freigestellt. In der Saison 2017/18 trainierte er die A-Jugend des THW Kiel. Anschließend übernahm er das Traineramt beim Drittligisten DHK Flensborg. Unter seiner Leitung stieg die Mannschaft in die Oberliga ab. Im Oktober 2019 wurde Häusler von der DHK Flensborg freigestellt. Ab der Saison 2020/21 trainierte er den Drittligisten HSG Ostsee N/G. Nach der Spielzeit 2022/23 beendete er aus persönlichen und familiären Gründen diese Tätigkeit. In der Saison 2024/25 trainierte er die A-Jugend des MTV Lübeck. Daraufhin übernahm er die 2. Mannschaft des THW Kiel.

## Erfolge
- Sieger der EHF Champions League 2012/13 mit dem HSV Hamburg als Co-Trainer
- Finalist des EHF-Cups 2015 als Trainer des HSV Hamburg[18]

## Privat
Der gelernte Werbetechniker ist verheiratet, hat vier Kinder und wohnt in Kiel. Zu seinen Hobbys gehört seine Oldtimer-Sammlung.